# PGC 546866
LEDA/PGC 546866 ist eine Galaxie im Sternbild Sagittarius auf der Ekliptik, die schätzungsweise 120 Millionen Lichtjahre von der Milchstraße entfernt ist. Im selben Himmelsareal befinden sich u. a. die Galaxien NGC 6902 und IC 4946.